# Kuźnica (Szałsza)
Kuźnica – część wsi Szałsza w Polsce położona w województwie śląskim, w powiecie tarnogórskim, w gminie Zbrosławice.
W latach 1975–1998 Kuźnica należała administracyjnie do województwa katowickiego.